# Wiener Kurdenmorde

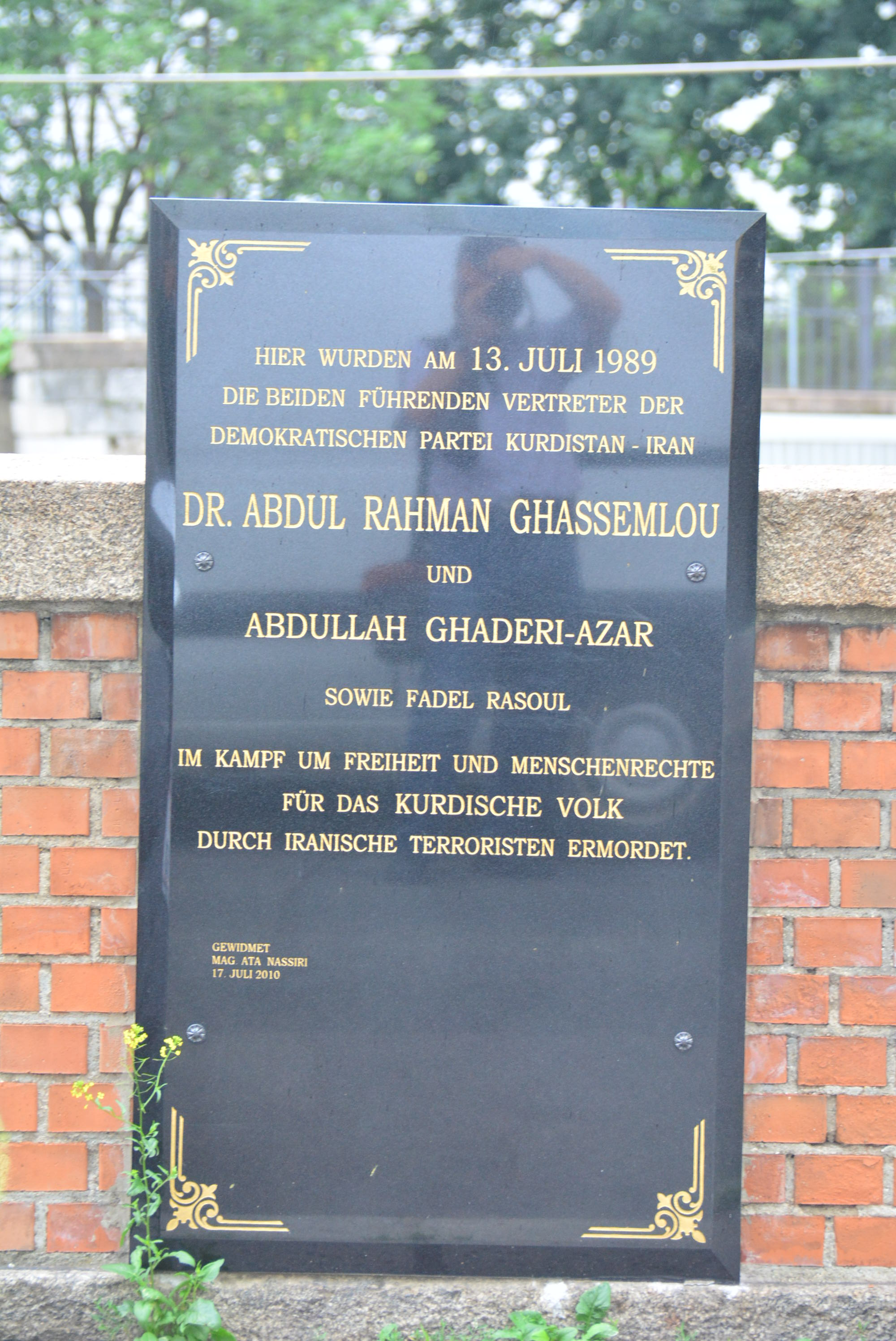
Gedenktafel

Als Wiener Kurdenmorde wird ein Mordanschlag auf führende Vertreter iranischer Kurden in Wien am 13. Juli 1989 bezeichnet. In einer Privatwohnung im 3. Wiener Gemeindebezirk Landstraße kamen dabei der Chef der Demokratischen Partei Kurdistan-Iran (DPKI), Abdul Rahman Ghassemlou, sein Stellvertreter Abdullah Ghaderi-Azar und der in Österreich eingebürgerte Kurde Fadel Rasoul bei einem Geheimtreffen mit Abgesandten der Regierung des Iran ums Leben.

## Ablauf
Der DPKI-Vorsitzende Ghassemlou traf am Tag des Anschlags in Wien mit Vertretern des iranischen Regimes zusammen. Die Verhandlungen fanden in einer Wohnung in der Linken Bahngasse im 3. Bezirk statt. Während der Unterredung stürmte ein Killerkommando die Wohnung und erschoss Ghassemlou und seine zwei Begleiter. Die Tatverdächtigen tauchten in der iranischen Botschaft in Wien unter. Auf Druck aus Teheran durften sie schließlich in den Iran ausreisen. Die österreichische Polizei eskortierte sie sogar zum Flughafen Wien-Schwechat.

## Politische Hintergründe
Grund für die Ausreise der Tatverdächtigen unter Polizeischutz waren Drohungen der iranischen Regierung. Der damalige Chef der politischen Sektion des Außenamts, Botschafter Erich Maximilian Schmid, sagte im April 1997 nach seiner Pensionierung in einem TV-Interview, der iranische Botschafter habe „mit ziemlicher Klarheit“ zu verstehen gegeben, dass „es gefährlich werden könnte für die Österreicher im Iran“, sollten die Tatverdächtigen in Österreich vor Gericht gestellt werden.
Im August 1991 erklärte der in Frankreich im Exil lebende ehemalige iranische Präsident Abolhassan Bani-Sadr, Teheran besitze als weiteres „Druckmittel“ gegen Österreich Unterlagen über die illegalen österreichischen Waffenlieferungen im irakisch-iranischen Golfkrieg 1980 bis 1988. Im Noricum-Skandal war eine Woche vor dem Attentat eine Voruntersuchung gegen die SPÖ-Politiker Altbundeskanzler Fred Sinowatz, den ehemaligen Außenminister Leopold Gratz und den ehemaligen Innenminister Karl Blecha eingeleitet worden.
Im November 1992 wurde die Amtshaftungsklage der Witwe von Ghassemlou in Wien in dritter Instanz abgewiesen. Die Republik Österreich bescheinigte ihren Organen, dass es „keinerlei schuldhaftes und rechtswidriges Verhalten“ gegeben habe. Die beiden politischen Parteien Die Grünen und Liberales Forum scheiterten 1997 mit ihrer Forderung nach einem parlamentarischen Untersuchungsausschuss zur Aufklärung möglicher Vertuschungsversuche am Widerstand der Koalitionsparteien SPÖ und ÖVP.